# 구산중학교 구남분교
구산중학교 구남분교(龜山中學校 龜南分校)는 대한민국 경상남도 창원시 마산합포구 구산면 반동리에 있는 공립 중학교이다.

## 학교 연혁
- 1971년 1월 16일 : 구산중학교 구남분교 설립 인가 (6학급)
- 1971년 3월 25일 : 구산중학교 구남분교 개교
- 1971년 12월 27일 : 구남중학교 설립인가 (6학급)
- 1978년 1월 16일 : 구산중학교 구남분교 설립 인가 (6학급)
- 2019년 3월 1일 : 구산중학교 구남분교장 개교(3학급)
- 2022년 2월 11일 : 제49회 졸업식(졸업생 5명, 누계 3,546명)
- 2023년 9월 1일 : 제22대 양동근 교장 부임

## 참고 자료
- 구산중학교 구남분교 - 한국교육학술정보원 학교알리미